# Aloe christianii

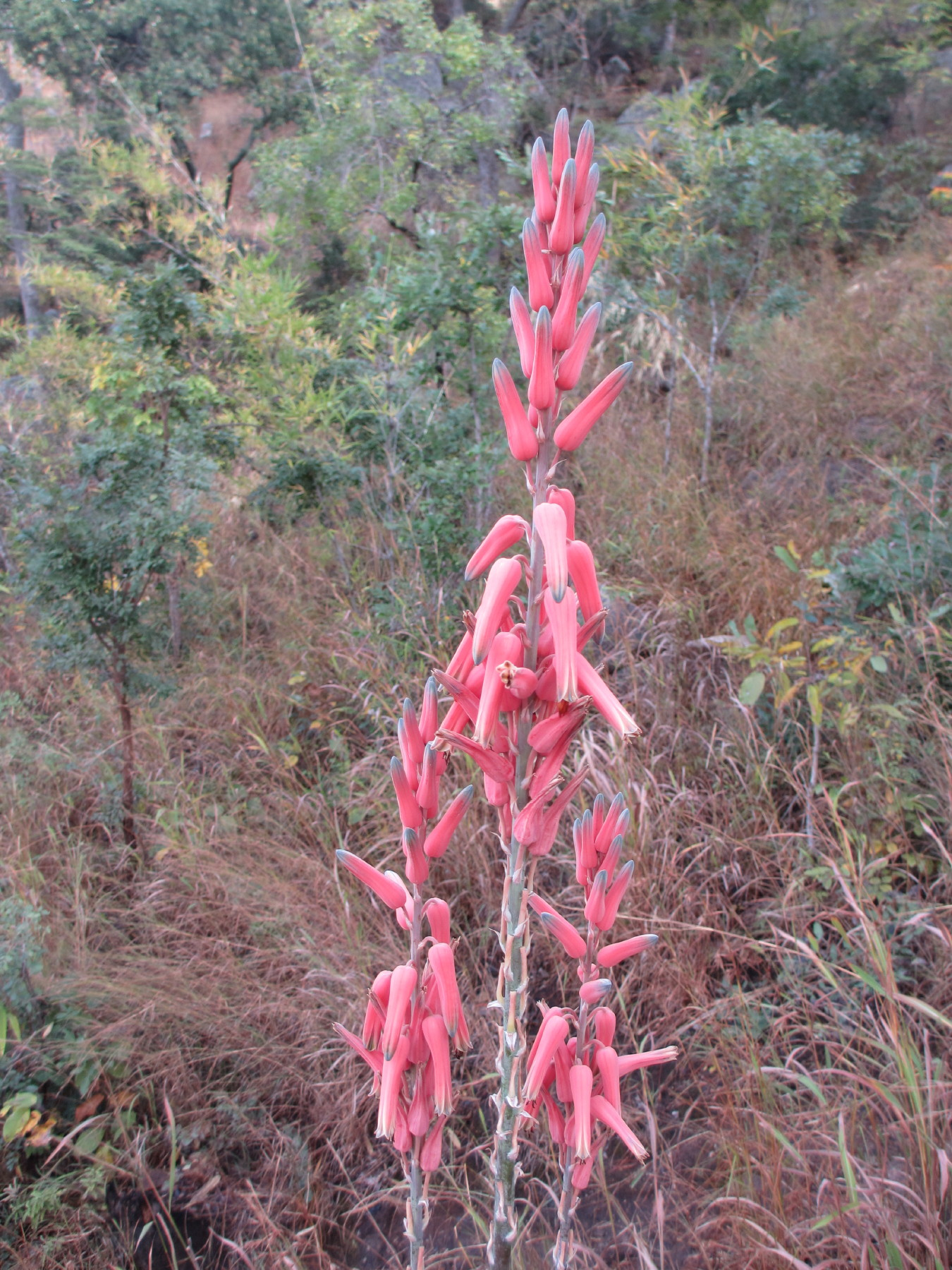
Blütenstand

Aloe christianii ist eine Pflanzenart der Gattung der Aloen in der Unterfamilie der Affodillgewächse (Asphodeloideae). Das Artepitheton christianii ehrt den südafrikanischen Landwirt Hugh Basil Christian (1871–1950), der 1911 nach Simbabwe auswanderte.

## Beschreibung

### Vegetative Merkmale
Aloe christianii wächst stammbildend, einfach oder bildet kleine Gruppen. Die aufrechten oder niederliegenden Stämme erreichen eine Länge von bis zu 1,5 Meter und einen Durchmesser von 10 bis 15 Zentimeter. Sie sind mit den Resten toter Blätter bedeckt. Die 30 bis 40 lanzettlich spitz zulaufenden Laubblätter bilden dichte Rosetten. Die Blattspreite ist 30 bis 75 Zentimeter lang und 10 bis 15 Zentimeter breit. Ihre Oberseite ist trübgrün und undeutlich liniert. Die trüb bläulichgrüne Unterseite ist sehr undeutlich liniert. Die stechenden, gelegentlich hakigen, rosarötlichen bis hellbraunen Zähne am Blattrand sind 3 bis 5 Millimeter lang und stehen 10 bis 20 Millimeter voneinander entfernt.

### Blütenstände und Blüten
Der Blütenstand besteht aus fünf bis zehn Zweigen und erreicht eine Länge von 2 bis 3 Meter. Die unteren Zweige sind gelegentlich nochmals verzweigt. Die ziemlich dichten, zylindrisch spitz zulaufenden Trauben sind 25 bis 30 Zentimeter lang und bestehen aus 40 bis 50 Blüten. Die eiförmig-spitzen Brakteen weisen eine Länge von 5 bis 6 Millimeter auf und sind 3 Millimeter breit. Die korallenroten, bereiften Blüten stehen an 8 bis 12 Millimeter langen Blütenstielen. Die Blüten sind 40 bis 45 Millimeter lang und an ihrer Basis kurz verschmälert. Auf Höhe des Fruchtknotens weisen die Blüten einen Durchmesser von 9 bis 10 Millimeter auf. Darüber sind sie nicht verengt. Ihre äußeren Perigonblätter sind auf einer Länge von 15 Millimetern nicht miteinander verwachsen. Die Staubblätter und der Griffel ragen etwa 4 Millimeter aus der Blüte heraus.

## Systematik und Verbreitung
Aloe christianii ist in Angola, Malawi, Mosambik, Tansania, Zaire, Sambia und Simbabwe in teilweisem Schatten im Waldland oder zwischen hohem Gras in Höhen von 700 bis 2000 Metern verbreitet.
Die Erstbeschreibung durch Gilbert Westacott Reynolds wurde 1936 veröffentlicht.

## Nachweise